# Efferia plena
Efferia plena este o specie de muște din genul Efferia, familia Asilidae. A fost descrisă pentru prima dată de James Stewart Hine în anul 1916. Conform Catalogue of Life specia Efferia plena nu are subspecii cunoscute.